# مقاطعة شيشاير (نيو هامبشاير)
مقاطعة شيشاير هي مقاطعة في نيوهامشير، بلغ عدد سكانها 77٬117  نسمة، في 2010، عاصمتها كين، تبلغ مساحتها 1٬888 كيلومتر مربع.

## الموقع
تشترك في الحدود مع:
- مقاطعة ويندهام (فيرمونت)
- مقاطعة ووستر.

## التقسيمات الإدارية
- Alstead, New Hampshire [الإنجليزية]‏
- تشيسترفيلد
- دوبلين
- فيتزويليام
- غيلسوم
- هاريسفيل
- هينسديل
- جافري
- كين
- مارلبورو
- مارلو
- نيلسون
- Richmond, New Hampshire [الإنجليزية]‏
- Rindge, New Hampshire [الإنجليزية]‏
- Roxbury, New Hampshire [الإنجليزية]‏
- Stoddard, New Hampshire [الإنجليزية]‏
- Sullivan, New Hampshire [الإنجليزية]‏
- Surry, New Hampshire [الإنجليزية]‏
- Swanzey, New Hampshire [الإنجليزية]‏
- Troy, New Hampshire [الإنجليزية]‏
- ولبوول
- Westmoreland, New Hampshire [الإنجليزية]‏
- Winchester, New Hampshire [الإنجليزية]‏.

## أعلام
- أديسون غاردينر